# كاتي بلير
كاثرين أماندا بلير (بالإنجليزية: Katie Blair)‏ (ولدت في 29 ديسمبر 1987) ممثلة أمريكية، وعارضة أزياء وحاملة لقب ملكة جمال سابقة بعدها فازت في مسابقة ملكة جمال مراهقات الولايات المتحدة الأمريكية 2006، حملت بلير في 25 يونيو في عام 2011 لقب مسابقة ملكة جمال كاليفورنيا الولايات المتحدة الأمريكية 2011، بعد تتويج أليسا كامبانيلا ملكة جمال الولايات المتحدة الأمريكية 2011، بعد أن حلت كاتي بلير وصيفة الأولى لها في تلك المسابقة.

## روابط خارجية
- موقع ملكة جمال مراهقات أمريكا
- موقع ملكة جمال كاليفورنيا الولايات المتحدة